# Anabel Gambero
Anabel Gambero, född den 9 juli 1972, är en argentinsk landhockeyspelare.
Hon tog OS-silver i damernas landhockeyturnering i samband med de olympiska landhockeytävlingarna 2000 i Sydney.